# John Brendan Kelly
John Brendan Kelly –conocido como Jack Kelly– (Filadelfia, 4 de octubre de 1889-Filadelfia, 20 de junio de 1960) fue un deportista estadounidense que compitió en remo. Triple ganador de la medalla de oro olímpica, sería el primero en hacerlo en el deporte del remo. Fue el padre de Grace Kelly, actriz y princesa de Mónaco (y por lo tanto, abuelo materno de Alberto II, príncipe de Mónaco, y de sus dos hermanas, Carolina y Estefanía), y del también remero John B. Kelly Jr,. También fue padre de otras dos hijas más, Margaret Katherine y Elizabeth Anne.

## Primeros años
Kelly era uno de los diez hijos de John Henry Kelly, irlandés procedente de Newport, condado de Mayo, que llegó a los Estados Unidos en 1869, y de su esposa Mary Anne Costello, también natural de Irlanda, que emigró a los Estados Unidos en 1867.
En 1908, comenzó a trabajar como albañil en Filadelfia y aprendió a remar en el río Schuylkill. En 1916, fue campeón nacional y considerado el mejor remero de Estados Unidos. Ese mismo año se unió al ejército de Estados Unidos, para participar en la Primera Guerra Mundial. Alcanzó el rango de teniente cuando recibió la baja en 1918. Durante su estancia en el ejército, participó como peso pesado en el torneo de boxeo de las fuerzas armadas, y peleó hasta obtener un récord de 12-0, antes de ser derribado a causa de un tobillo roto, en un torneo que ganó el futuro campeón de boxeo, Gene Tunney.
Después de su baja del ejército en el año 1918, Kelly continuó perfeccionando la modalidad individual de remo, y creó una compañía contratista de albañilería en Filadelfia, iniciando el camino para convertirse en millonario. Se hizo promotor de sí mismo, y acuñó el lema, "Kelly para albañilería", que a menudo se ve en las obras de construcción locales.

## Juegos Olímpicos
La primera vez que hizo su solicitud para competir en las prestigiosas pruebas de Henley, disputadas en Gran Bretaña, Kelly dijo a la prensa que si se aceptaba su inscripción, participaría allí, y muy probablemente sería excluido de los Juegos Olímpicos. Al enterarse de que se había denegado su solicitud, Kelly se sorprendió y enfureció.
Pero pronto tuvo su oportunidad de representar a los Estados Unidos, en los Juegos Olímpicos de 1920 en Amberes, Bélgica. En una carrera muy reñida, ganó la competición en la modalidad individual, derrotando al ganador en la especialidad de remos cortos, el británico Jack Beresford, uno de los remeros más talentosos de la época que lograría medalla en cinco Juegos Olímpicos. La carrera, una de las más reñidas en la historia olímpica, contó con un duelo espectacular en la recta final, con Kelly ganando por un segundo. Kelly y Beresford llegarían a ser buenos amigos. Media hora después de la final individual, Kelly se unió a su primo Paul Costello para ganar en la modalidad doble (2x), una hazaña que nunca se ha repetido en los Juegos Olímpicos. Después de su victoria olímpica, Kelly supuestamente envió la gorra que utilizaba en las carreras al rey Jorge V con la nota, "¡Saludos de un albañil", por haber sido rechazado en Henley.
En 1924, Kelly y Costello repitieron su éxito, ganando en la modalidad doble en los Juegos Olímpicos de Verano en París. Esto hizo que Kelly se convirtiese en el primer remero que ganó tres medallas de oro olímpicas y uno de los más famosos y exitosos atletas de su generación.
| Juegos Olímpicos | Juegos Olímpicos  | Juegos Olímpicos | Juegos Olímpicos |
| Año              | Lugar             | Medalla          | Prueba           |
| ---------------- | ----------------- | ---------------- | ---------------- |
| 1920             | Amberes (Bélgica) | Medalla de oro   | Scull individual |
| 1920             | Amberes (Bélgica) | Medalla de oro   | Doble scull      |
| 1924             | París (Francia)   | Medalla de oro   | Doble scull      |

## Familia

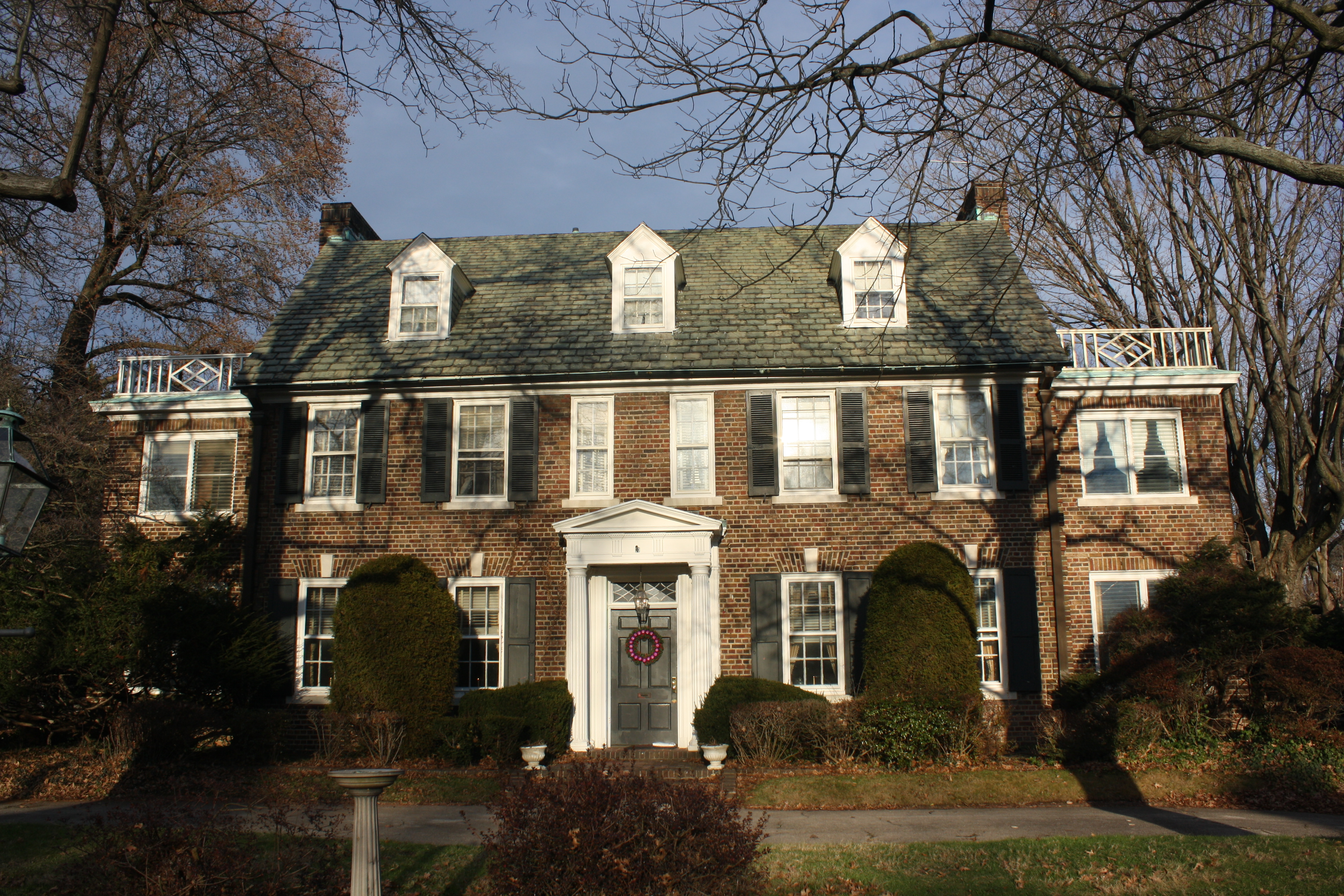
La casa de la familia Kelly en East Falls, Filadelfia, fue construida por John Brendan Kelly en 1929

Después de un largo noviazgo, Kelly se casó en 1924 con Margaret Katherine Majer (1898-1990), hija de Carl Majer y Margaretha Berg de Alemania, exmodelo que trabajaba en la Universidad de Pensilvania, en el Departamento de Educación Física. La familia de Majer era luterana y, ella se convirtió al catolicismo antes del matrimonio. Tuvieron cuatro hijos: Katherine Margaret (1925-1991), John Brendan, Jr. (1927-1985), Grace Patricia (1929-1982) y Elizabeth Anne (1933-2009).
Su hijo, John Brendan Kelly, Jr. ganó el premio diamante en la modalidad doble de remos cortos en Henley en 1947 y 1949. También ganó el premio James E. Sullivan como el mejor atleta amateur en los EE. UU. en 1947 por sus logros, y representó a los Estados Unidos en los Juegos Olímpicos de Londres 1948, en los Juegos Olímpicos de Helsinki 1952, en los Juegos Olímpicos de Melbourne 1956 y en los Juegos Olímpicos de Roma 1960. Llegó a ganar la medalla de bronce en la modalidad individual de remo en los Juegos Olímpicos de Melbourne 1956. El joven Kelly seguiría participando en el deporte amateur y, finalmente, fue nombrado presidente del Comité Olímpico de los Estados Unidos.
Kelly, Sr. también fue el padre de Grace Kelly, ganadora del premio Óscar de la Academia de Hollywood a la mejor la actriz, que se convirtió en la princesa consorte de Mónaco cuando se casó con el príncipe Raniero III en 1956. Kelly supuestamente dio al príncipe Raniero una dote de dos millones de dólares para el matrimonio de su hija, y es el abuelo materno de Alberto II, el príncipe soberano de Mónaco. Cuando se anunció el compromiso de Grace con el príncipe Raniero, Kelly dijo en broma: 

Le dije al príncipe que la realeza no significa mucho para nosotros, y que esperaba que no se presentase de la manera en la que algunos príncipes lo hacen.

Kelly padre fue el modelo para el personaje de George Kittredge para la comedia de Broadway Historias de Filadelfia. Grace Kelly interpretó a Tracy Lord en la versión musical de 1956 de Cole Porter de la película, High Society.
El hermano de Kelly, el dramaturgo George Kelly, fue un popular ganador del premio Pulitzer. Kelly comenzó su negocio de construcción gracias a un préstamo de su hermano George, y de otro hermano, Walter Kelly, que era un popular actor de vodevil.

## Vida posterior
Kelly participó activamente en la política de la ciudad, incluyendo la presidencia del Partido Demócrata del condado de Filadelfia en 1937 y se postuló para alcalde de Filadelfia en 1935. En ese momento, Filadelfia era una ciudad fuertemente republicana, y estuvo cerca de ganar.
Fue comisionado y más tarde presidente de la comisión que administra el parque Fairmount de Filadelfia, uno de los parques municipales más grandes del mundo. En 1941, el presidente Roosevelt nombró a Kelly Director Nacional de Física Deportiva, cargo que ya ocupó a lo largo de la Segunda Guerra Mundial. Kelly fue un firme defensor de la aptitud física para todos los estadounidenses, y en particular, de los que ingresaban en las fuerzas armadas.
Ostentó el grado de comodoro de la marina de guerra de Schuylkill desde 1935 hasta 1940, siendo además presidente de la NAAO, la junta de gobierno para el remo en los Estados Unidos, desde 1954 hasta 1955. Kelly es el único remero que es miembro del Salón Olímpico de la Fama de Estados Unidos. También es miembro del Salón de la Fama del Remo de Estados Unidos, después de haber sido elegido en 1956, al mismo tiempo que su hijo Jack, Jr.
Filadelfia erigió una prominente estatua de Kelly, cerca de la línea de meta del río Schuylkill, supuesto lugar en el que remó Kelly. Se encuentra justo al lado del pintoresco "Paseo Kelly", que lleva ese apellido en su honor. Cada año, USRowing otorga el Premio Jack Kelly a una persona que representa los ideales que Jack Kelly ejemplificaba, incluyendo: logro superior en el remo, el servicio al atletismo amateur y el éxito en la profesión elegida.